# HK Acroni Jesenice
HK Acroni Jesenice (celým názvem: Hokejski klub Acroni Jesenice) byl slovinský klub ledního hokeje, který sídlil v Jesenicích v Hornokraňském regionu. Založen byl v roce 1948. Největším rivalem klubu byl, až do svého zániku, tým HDD Olimpija Ljubljana. Klubové barvy byly červená a černá.
První titul Jesenice dosáhly v sezóně 1956/57, od tohoto titulu se rozjela historicky nejúspěšnější éra klubu. Překonat jesenickou hegemonii se povedlo až Olimpiji Ljubljana v roce 1972. Do rozpadu Jugoslávie tým dokázal nasbírat dvacet tři titulů, což z něj v historických tabulkách dělá rekordmana soutěže. Ve slovinských soutěžích si už tak dobře nevedl, na kontě měl pouze devět titulů. Klub byl dlouhá léta ve velké finanční tísni, až v září 2012 zbankrotoval. Zánikem klubu přišel slovinský hokej o nejznámější klub ve světě a také rekordmana tamní soutěže. Nástupcem hokejové činnosti ve městě se stala nová organizace HDD Jesenice. Juniorský oddíl HD mladi Jesenice působil na klubu nezávisle, proto jej bankrot nějak nepoznamenal a nadále mohl hrát v rakouských soutěžích. O pár let později potkal stejný osud i jeho největšího rivala, lublaňskou Olimpiji.
Své domácí zápasy odehrával v hale Dvorana Podmežakla s kapacitou 4 000 diváků.

## Získané trofeje

### Vyhrané domácí soutěže
- Jugoslávský mistr v ledním hokeji ( 23× )
  - 1956/57, 1957/58, 1958/59, 1959/60, 1960/61, 1961/62, 1962/63, 1963/64, 1964/65, 1965/66, 1966/67, 1967/68, 1968/69, 1969/70, 1970/71, 1972/73, 1976/77, 1977/78, 1980/81, 1981/82, 1984/85, 1986/87, 1987/88
- Slovinský mistr v ledním hokeji ( 9× )
  - 1991/92, 1992/93, 1993/94, 2004/05, 2005/06, 2007/08, 2008/09, 2009/10, 2010/11

### Vyhrané mezinárodní soutěže
- Interliga ( 2× )
  - 2004/05, 2005/06

## Přehled ligové účasti
Zdroj:
- 1952–1954: Jugoslávská liga ledního hokeje (1. ligová úroveň v Jugoslávii)
- 1955–1991: Jugoslávská liga ledního hokeje (1. ligová úroveň v Jugoslávii)
- 1991–2012: Slovenska hokejska liga (1. ligová úroveň ve Slovinsku)
- 1991–1993: Alpenliga (mezinárodní soutěž)
- 1995–1999: Alpenliga (mezinárodní soutěž)
- 1999–2006: Interliga (mezinárodní soutěž)
- 2006–2012: Erste Bank Eishockey Liga (1. ligová úroveň v Rakousku / mezinárodní soutěž)

## Účast v mezinárodních pohárech
Zdroj:
Legenda: SP - Spenglerův pohár, EHP - Evropský hokejový pohár, EHL - Evropská hokejová liga, SSix - Super six, IIHFSup - IIHF Superpohár, VC - Victoria Cup, HLMI - Hokejová liga mistrů IIHF, ET - European Trophy, HLM - Hokejová liga mistrů, KP - Kontinentální pohár
- EHP 1965/1966 – 1. kolo
- EHP 1966/1967 – 1. kolo
- EHP 1967/1968 – 3. kolo
- EHP 1968/1969 – 1. kolo
- EHP 1969/1970 – 1. kolo
- EHP 1970/1971 – 2. kolo
- EHP 1971/1972 – 2. kolo
- EHP 1973/1974 – 1. kolo
- EHP 1977/1978 – 1. kolo
- EHP 1978/1979 – 1. kolo
- EHP 1981/1982 – 1. kolo
- EHP 1982/1983 – 2. kolo
- EHP 1985/1986 – 2. kolo
- EHP 1987/1988 – Základní skupina B (4. místo)
- EHP 1988/1989 – Základní skupina D (4. místo)
- EHP 1992/1993 – Základní skupina B (2. místo)
- EHP 1993/1994 – Semifinálová skupina I (4. místo)
- EHP 1994/1995 – Semifinálová skupina J (3. místo)
- KP 1997/1998 – Předkolo, sk. B (2. místo)
- KP 1999/2000 – Předkolo, sk. D (3. místo)
- KP 2000/2001 – 1. kolo, sk. J (3. místo)
- KP 2001/2002 – 1. kolo, sk. K (3. místo)
- KP 2002/2003 – 1. kolo, sk. H (4. místo)
- KP 2005/2006 – 2. kolo, sk. F (3. místo)

## Trenéři
- Zdeněk Bláha (1955/56)
- Jiří Pleticha (1963/64 - 1965/66)
- Rudi Černý (1966/67)
- Oldřich Mlčoch (1967/68 - 1968/69)
- Ciril Klinar (1969/70 - 1971/72)
- Boris Afanasijev (1972/73 - 1973/74)
- Jože Trebušak (1974/75)
- Rudi Černý (1975/76)
- Vlastimil Bubník (1976/77 - 1977/78)
- Ciril Klinar (1978/79)
- Boris Svetlin (1979/80 - 1981/82)
- Albin Felc (1982/83)
- Boris Svetlin (1983/84 - 1984/85)
- Roman Smolej (1984/85 - 1986/87)
- Václav Červený (1987/88)
- Rudi Hiti (1988/89)
- Ciril Klinar (1989/90)
- Václav Červený (1989/90)
- Ján Selvek (1990/91)
- Vladimir Krikunov (1991/92 - 1992/93)
- Sergej Borisov (1993/94 - 1994/95)
- Drago Mlinarec (1995/96)
- Paul Arsenault (1996/97)
- Franci Žbontar (1996/97)
- Zdeněk Uher (1997/98)
- Drago Mlinarec (1997/98)
- Pavle Kavčič (1998/99)
- Václav Červený (1999/00 - 2000/01)
- Pavle Kavčič (2001/02)
- Roman Pristov (2002/03 - 2005/06)
- Matjaž Kopitar (2006/07)
- Kim Collins (2007/08)
- Doug Bradley (2007/08 - 2008/09)
- Ildar Rahmatuljin (2009/10)
- Mike Posma (2009/10)
- Heikki Mälkiä (2010/11 - 2011/12)
- Bojan Magazin (2011/12)
- Roman Pristov (2012/13)

## Galerie

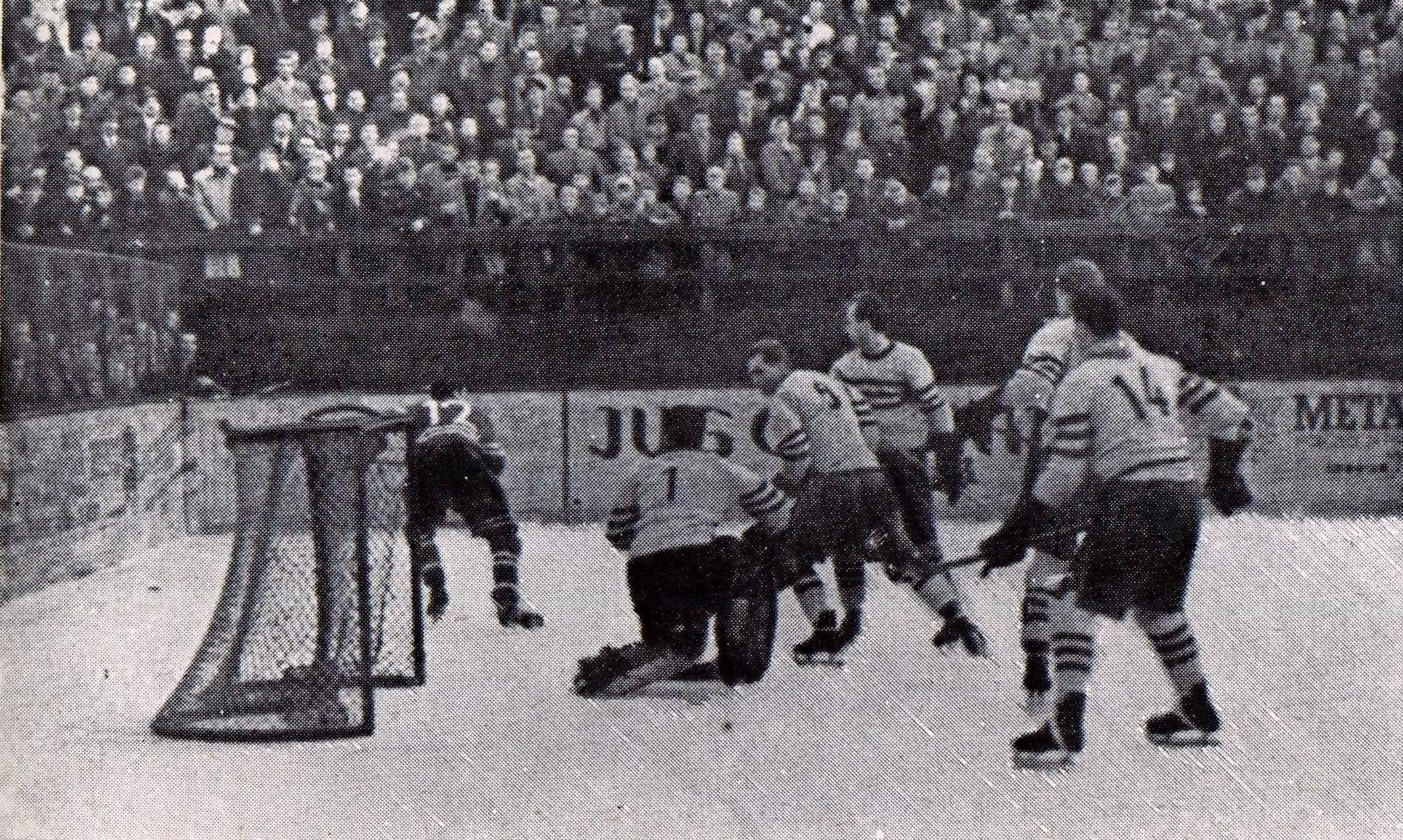
Jeseničtí hokejisté v roce 1957
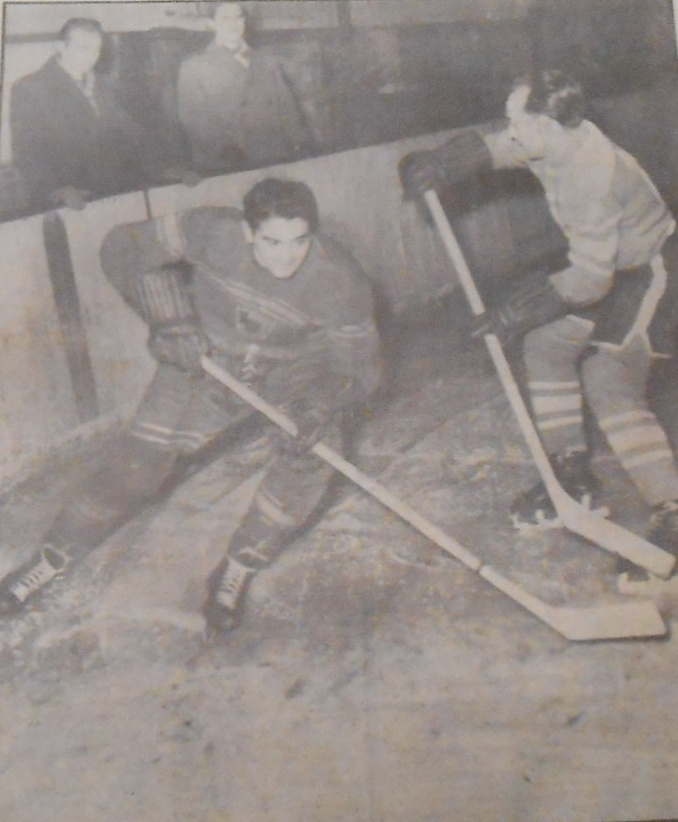
Hokejista Ciril Klinar v roce 1959
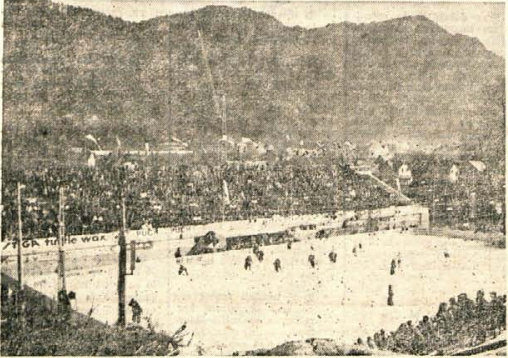
Jesenický hokej v roce 1969
- Video ze soutěžního zápasu proti EC KAC v roce 2011